# Martin Liechti
Martin Liechti (* 11. Oktober 1937 in Jegenstorf) im Kanton Bern ist ein Schweizer Schriftsteller.

## Leben
Martin Liechti wurde 1937 geboren und wuchs in Jegenstorf im Berner Mittelland auf. Nach dem Besuch des Progymnasiums  und Gymnasiums in Bern machte er einen Abschluss als Hotelsekretär und arbeitete in verschiedenen Berufen, unter anderem als Korrespondent, Vertreter, Organisationsassistent und Werber. Während dieser Zeit lebte er in Lausanne, auf der türkischen Insel Büyükada, im Tessin, in Dortmund und Hagen (Deutschland).
Nach längeren Aufenthalten in Berlin, wo er seinen ersten Roman Ich will zu schreiben begann, liess er sich 1964 als Texter und Werbeberater in Zürich nieder, wo er auch heute noch lebt und als freier Schriftsteller arbeitet.
Als Autor sieht sich Liechti keiner schweizerischen Tradition zugehörig oder verpflichtet. Schreiben betrachtet er vor allem als Abstraktion, als ein Spiel mit Fantasie und Sprache. Was die öffentliche Wahrnehmung betrifft, so fühlt sich Liechti ganz wohl «in der Deckung als Geheimtipp.»
Martin Liechti veröffentlichte fünf Romane und andere Belletristik. Um das Jahr 2000 wandte er sich vermehrt den Aphorismen zu, die er als zusätzliches Feld und seine eigentliche Domäne entdeckte. Sein elfter Band mit Aphorismen Kurzum erschien 2022 im Bucher Verlag.
Liechti ist Mitglied beim Verband der Autorinnen und Autoren der Schweiz und des PEN.

## Werke
- Alles was bleibt. Roman. KaMeRu-Verlag, Zürich 2025[4]
- Wege und Nebenwege. Aphorismen und Notate. Edition Virgines, Düsseldorf 2024[5]
- Alles, was bleibt. Roman. KaMeRu Verlag, Zürich 2024.
- Kurzum. Aphorismen und Notate. Bucher Verlag, Hohenems 2022[6]
- Leicht daneben. Aphorismen und Notate. Bucher Verlag, Hohenems 2020.[7]
- Keiner weiss warum. Aphorismen und Notate. Bucher Verlag, Hohenems 2018.[8]
- Randwärts. Aphorismen und Notate. Brockmeyer Verlag, Bochum 2016.
- Geflügeltes (und Flattriges). Aphorismen und Notate. Brockmeyer Bochum 2014.
- Sage mir…. Aphorismen und Notate. Brockmeyer Verlag, Bochum 2012.[9]
- Wort- und Kopfsprünge. Aphorismen und Notate. Littera Autoren Verlag, Zürich 2008.
- Vor- und Nachgedachtes. Aphorismen und Notate. Rauhreif Verlag, Zürich 2005.
- Hic Salta, Roman. Nimrod-Verlag, Zürich 2000.[10]
- Im Fluss… Aphorismen und Notate. Littera Autoren Verlag,Zürich 2010.[11]
- Sätze und Ansätze. Aphorismen – Gedanken – Sprüche. Nimrod-Verlag, Zürich 2002.[12]
- Blauer Dunst. Lakonische Miniaturen. Nimrod-Verlag, Zürich 2001.
- Übermorgenland. (Unter dem Pseudonym Martin Li) Utopie. Orte-Verlag, Zürich 1987.
- Bewegung in Worten: Aphorismen, Sätze und Sprüche. Werner Classen Verlag, Zürich 1982.
- Noch sind wir allein. Roman. Werner Classen Verlag, Zürich/Stuttgart 1981.
- Erinnerung an eine alte Fröhlichkeit. Werner Classen-Verlag, Zürich/Stuttgart 1976.
- Die Schärfe der Unschärfe und ihre möglichen Teile. Roman. Regenbogen-Verlag, Zürich 1973.[13]
- Ich will. Roman. Zytglogge Verlag, Bern 1971.

## Auszeichnungen
- 1973: Förderpreis Kanton Bern
- 1976: Anerkennungspreis Stadt Zürich
- 1978: Ehrengabe des Kantons Zürich[14]